# Liste der Mitglieder der American Academy of Arts and Sciences/1964
Im Jahr 1964 wählte die American Academy of Arts and Sciences 127 Personen zu ihren Mitgliedern.

## Neu gewählte Mitglieder
- Edward Allen Adelberg (1920–2009)
- Richard Brooks Adler (1922–1990)
- Nelson Wilmarth Aldrich (1911–1986)
- Raymond Frederick Baddour (1925–2017)
- Abraham Clifford Barger (1917–1996)
- Hans Baron (1900–1988)
- Salo Wittmayer Baron (1895–1989)
- Daniel Bell (1919–2011)
- Richard Palmer Blackmur (1904–1965)
- Paul Brooks (1909–1998)
- William Putnam Bundy (1917–2000)
- Luis Bunuel (1900–1983)
- Douglas Swain Byers (1903–1978)
- Robert DeBlois Calkins (1903–1992)
- Grenville Clark (1882–1967)
- Kenneth Mackenzie Clark (1903–1983)
- Paul Joseph Cohen (1934–2007)
- Kenneth Stewart Cole (1900–1984)
- Julius Hiram Comroe (1911–1984)
- Lee Joseph Cronbach (1916–2001)
- Alexander Passerin d’Entreves (1902–1985)
- Benjamin Peter Dailey (1919–2021)
- Peter Victor Danckwerts (1916–1984)
- Karl Kelchner Darrow (1891–1982)
- Kingsley Davis (1908–1997)
- Ralph Alden Deterling (1917–1992)
- Peter Booth Dews (1922–2012)
- Louis Klein Diamond (1902–1999)
- Albert Dorfman (1916–1982)
- Robert Higgins Ebert (1914–1996)
- Manfred Eigen (1927–2019)
- Charles William Eliot II (1899–1993)
- Harriett Elizabeth Ephrussi-Taylor (1918–1968)
- John Wainwright Evans (1909–1999)
- Howard Barraclough Fell (1917–1994)
- Humberto Fernandez-Moran (1924–1999)
- Howard Walter Florey (1898–1968)
- Meyer Fortes (1906–1983)
- John Hope Franklin (1915–2009)
- Henry Jacob Friendly (1903–1986)
- Robert Grosvenor Gardner (1925–2014)
- Israel Moiseyevich Gelfand (1913–2009)
- Murray Gell-Mann (1929–2019)
- Carl Joyce Gilbert (1906–1983)
- Creighton Eddy Gilbert (1924–2011)
- Arthur Joseph Goldberg (1908–1990)
- Ernst Hans Josef Gombrich (1909–2001)
- Samuel Abraham Goudsmit (1902–1978)
- Albert Joseph Guerard (1914–2000)
- Jorge Guillén (1893–1984)
- Hartford Nelson Gunn (1926–1986)
- Dudley Robert Herschbach (* 1932)
- Jack H. Hexter (1910–1996)
- Howard Haym Hiatt (1925–2024)
- Raymond Hide (1929–2016)
- Charles Johnston Hitch (1910–1995)
- Stanley Hoffmann (1928–2015)
- Charles Norris Houghton (1909–2001)
- Walter Edwards Houghton (1904–1983)
- Fred Hoyle (1915–2001)
- Everett Cherrington Hughes (1897–1983)
- James Langston Hughes (1902–1967)
- François Jacob (1920–2013)
- Ali Javan (1926–2016)
- William Platt Jencks (1927–2007)
- Harry Gordon Johnson (1923–1977)
- Aharon Katchalsky (1913–1972)
- John Cowdery Kendrew (1917–1997)
- William Christian Krumbein (1902–1979)
- Allen Lane (1902–1970)
- Frederic Chapin Lane (1900–1984)
- Rensselaer Wright Lee (1898–1984)
- Lester Lees (1920–1986)
- Eugene Lehner (1906–1997)
- Edward Joseph Logue (1921–2000)
- Willem Van Rensselaer Malkus (1923–2016)
- Frank Edward Manuel (1910–2003)
- Vincent Massey (1887–1967)
- Robert Green McCloskey (1916–1969)
- Henry Pratt McKean (1930–2024)
- William Hardy McNeill (1917–2016)
- Thomas Corwin Mendenhall II (1910–1998)
- Josephine Louise Miles (1911–1985)
- Samuel Howard Miller (1900–1968)
- William Wilson Morgan (1906–1994)
- Jürgen Kurt Moser (1928–1999)
- David Bryant Mumford (* 1937)
- David Nachmansohn (1899–1983)
- Richard Elliott Neustadt (1919–2003)
- Heiko Augustinus Oberman (1930–2001)
- Louis Shreve Osborne (1923–2012)
- Charles Egerton Osgood (1916–1991)
- William Hayward Pickering (1910–2004)
- Francis Taylor Pearson Plimpton (1900–1983)
- Simon Ramo (1913–2016)
- Jean Renoir (1894–1979)
- Jonathan Evans Rhoads (1907–2002)
- David Rittenberg (1906–1970)
- Joan Violet Maurice Robinson (1903–1983)
- John Rodgers (1914–2004)
- Nancy Lyman Roelker (1915–1993)
- John Ross (1926–2017)
- Frederick Dominic Rossini (1899–1990)
- Paul Snowden Russell (* 1925)
- William Benjamin Schwartz (1922–2009)
- Robert Channing Seamans (1918–2008)
- Mary Sears (1905–1997)
- Harry Lionel Shapiro (1902–1990)
- Seymour Slive (1920–2014)
- Clement Andrew Smith (1901–1988)
- Robert Allan Smith (1909–1980)
- Louis Bruno Sohn (1914–2006)
- Joseph John Spengler (1902–1991)
- Frank Stanton (1908–2006)
- John Wilder Tukey (1915–2000)
- George Eugene Uhlenbeck (1900–1988)
- James Alfred Van Allen (1914–2006)
- Leon Charles Prudent Van Hove (1924–1990)
- Raymond Vernon (1913–1999)
- Maurice Bolks Visscher (1901–1983)
- Arthur Earl Walker (1907–1995)
- Wilson Allen Wallis (1912–1998)
- Herbert Wechsler (1909–2000)
- Arnold Weissberger (1898–1984)
- Richard Herman Wilhelm (1909–1968)
- William Willard Wirtz (1912–2010)
- Charles Yanofsky (1925–2018)